# Thulagi Chuli
Der Thulagi Chuli (oder kurz: Thulagi) ist ein Berg im Mansiri Himal, einer Gebirgsgruppe des Himalaya in Nepal.
Der 7059 m hohe Thulagi Chuli ist vom nordöstlich gelegenen Achttausender Manaslu (8163 m) und dem östlich gelegenen Ngadi Chuli (7871 m) durch den nach Süden strömenden Thulagigletscher getrennt. Nach Nordwesten führt ein Berggrat zum 6538 m hohen Phungi.
Es gab in der Vergangenheit mehrere Versuche, den Berg zu besteigen.
Der Thulagi Chuli wurde erstmals am 25. September 2015 erfolgreich von den russischen Alpinisten Aleksander Gukov, Ivan Dozhdev, Valeriy Shamalo und Ruslan Kirichenko bestiegen.